# لارتشمونت (نيويورك)
لارتشمونت (بالإنجليزية: Larchmont, New York)‏ هي بلدة تقع في الولايات المتحدة في مقاطعة ويستتشستر، نيويورك. يقدر عدد سكانها بـ 5,951 نسمة ومساحتها 2.8 كم2 وترتفع عن سطح البحر 16 متر.

## التركيبة السكانية
حدّد مكتب تعداد الولايات المتحدة بيانات التركيبة السكانية للارتشمونت في تعداد الولايات المتحدة. في ما يلي، التركيبة السكانية حسب تعدادي 2000 و2010.

### تعداد عام 2000
بلغ عدد سكان لارتشمونت 6,485 نسمة بحسب تعداد عام 2000، وبلغ عدد الأسر 2,418 أسرة وعدد العائلات 1,710 عائلة مقيمة في القرية. في حين سجلت الكثافة السكانية 2,283.5 نسمة لكل كيلومتر مربع (5,914.2/ميل2). وبلغ عدد الوحدات السكنية 2,470 وحدة بمتوسط كثافة قدره 869.7 لكل كيلومتر مربع (2,252.5/ميل2).
وتوزع التركيب العرقي للقرية بنسبة 94.23% من البيض و0.68% من الأمريكيين الأفارقة و0.09% من الأمريكيين الأصليين و2.82% من الأمريكيين ذوي الأصول الآسيوية و0.08% من سكان جزر المحيط الهادئ و0.77% من الأعراق الأخرى و1.33% من عرقين مختلطين أو أكثر و4.49% من الهسبانيون أو اللاتينيون من أي عرق.
بلغ عدد الأسر 2,418 أسرة كانت نسبة 39.4% منها لديها أطفال تحت سن الثامنة عشر تعيش معهم، وبلغت نسبة الأزواج القاطنين مع بعضهم البعض 62.6% من أصل المجموع الكلي للأسر، ونسبة 6.3% من الأسر كان لديها معيلات من الإناث دون وجود شريك، بينما كانت نسبة 1.8% من الأسر لديها معيلون من الذكور دون وجود شريكة وكانت نسبة 29.3% من غير العائلات. تألفت نسبة 25.8% من أصل جميع الأسر من عدة أفراد يعيشون في نفس المنزل ونسبة 10.9% كانت تتألف من شخص يعيش بمفرده يبلغ من العمر 65 عاماً أو أكثر. وبلغ متوسط حجم الأسرة المعيشية 2.66، أما متوسط حجم العائلات فبلغ 3.25.
بلغ العمر الوسطي للسكان 37.8 عاماً. وكانت نسبة 29.3% من القاطنين تحت سن الثامنة عشر، وكانت نسبة 3.9% بين الثامنة عشر والرابعة والعشرين عاماً، ونسبة 29.9% كانت واقعةً في الفئة العمرية ما بين الخامسة والعشرين والرابعة والأربعين عاماً، ونسبة 23.7% كانت ما بين الخامسة والأربعين والرابعة والستين، ونسبة 12.5% كانت ضمن فئة الخامسة والستين عاماً فما فوق. يوجد لكل 100 أنثى 90.3 ذكر، ويوجد لكل 100 أنثى في الثامنة عشر من عمرها فما فوق 85.0 ذكر.
بلغ متوسط دخل الأسرة في القرية 123,238 دولارًا، أما متوسط دخل العائلة فبلغ 163,965 دولارًا. وكان متوسط دخل الذكور 100,001 دولارًا مقابل 49,545 دولارًا للإناث. وسجل دخل الفرد الخاص بالقرية 73,675 دولارًا. وكانت نسبة 1.6% من العائلات ونسبة 2.3% من السكان تحت خط الفقر، وكان من هؤلاء نسبة 1.5% تحت سن الثامنة عشر ونسبة 5.1% في الخامسة والستين من العمر وما فوق.

### تعداد عام 2010
بلغ عدد سكان لارتشمونت 5,864 نسمة بحسب تعداد عام 2010، وبلغ عدد الأسر 2,109 أسرة وعدد العائلات 1,545 عائلة مقيمة في القرية. في حين سجلت الكثافة السكانية 2,064.8 نسمة لكل كيلومتر مربع (5,347.8/ميل2). وبلغ عدد الوحدات السكنية 2,215 وحدة بمتوسط كثافة قدره 779.9 لكل كيلومتر مربع (2,019.9/ميل2).
وتوزع التركيب العرقي للقرية بنسبة 92.72% من البيض و1.47% من الأمريكيين الأفارقة و0.17% من الأمريكيين الأصليين و2.52% من الأمريكيين ذوي الأصول الآسيوية و1.35% من الأعراق الأخرى و1.77% من عرقين مختلطين أو أكثر و6.26% من الهسبانيون أو اللاتينيون من أي عرق.
بلغ عدد الأسر 2,109 أسرة كانت نسبة 43.9% منها لديها أطفال تحت سن الثامنة عشر تعيش معهم، وبلغت نسبة الأزواج القاطنين مع بعضهم البعض 64.6% من أصل المجموع الكلي للأسر، ونسبة 6.2% من الأسر كان لديها معيلات من الإناث دون وجود شريك، بينما كانت نسبة 2.4% من الأسر لديها معيلون من الذكور دون وجود شريكة وكانت نسبة 26.7% من غير العائلات. تألفت نسبة 23.8% من أصل جميع الأسر من عدة أفراد يعيشون في نفس المنزل ونسبة 8.4% كانت تتألف من شخص يعيش بمفرده يبلغ من العمر 65 عاماً أو أكثر. وبلغ متوسط حجم الأسرة المعيشية 2.78، أما متوسط حجم العائلات فبلغ 3.34.
بلغ العمر الوسطي للسكان 39.8 عاماً. وكانت نسبة 31.8% من القاطنين تحت سن الثامنة عشر، وكانت نسبة 3.6% بين الثامنة عشر والرابعة والعشرين عاماً، ونسبة 23.9% كانت واقعةً في الفئة العمرية ما بين الخامسة والعشرين والرابعة والأربعين عاماً، ونسبة 28.1% كانت ما بين الخامسة والأربعين والرابعة والستين، ونسبة 12.6% كانت ضمن فئة الخامسة والستين عاماً فما فوق. وتوزع التركيب الجنسي للسكان بنسبة 48.8% ذكور و51.2% إناث.

## أعلام
- جيمس روبين
- أرييل لافي
- دونالد إم. كول
- جولي هايدن
- لي بارسونز جالياردي
- ميخائيل هارينجتون
- لويزا لين درو
- ألكسندر فون زيميلنسكي
- لويز بران
- فيبي ديفيز